# Alleyne Francique
Alleyne Francique (* 7. června 1976 St Andrews) je bývalý grenadský atlet, sprinter, halový mistr světa v běhu na 400 metrů.
V roce 2004 doběhl čtvrtý v finále běhu na 400 metrů na olympiádě v Athénách. Ve stejném roce se stal rovněž halovým mistrem světa v této disciplíně. V roce 2006 svůj titul obhájil. Jeho osobní rekord na této trati 44,47 s pochází z roku 2004.